# Montenegrinos de Serbia
Los montenegrinos de Serbia (en serbio: Црногорци у Србији, romanizado: Crnogorci u Srbiji) son una minoría nacional en el país. Según el censo de 2011, hay 38 527 montenegrinos étnicos en Serbia. Son la sexta comunidad étnica más grande de la provincia de Voivodina.

## Geografía
La mayor concentración de montenegrinos en Voivodina se podía encontrar en los municipios de Vrbas (24,79%), Mali Iđoš (20,83%) y Kula (16,34%). Los asentamientos en Voivodina con mayoría absoluta o relativa de población montenegrina son: Lovćenac en el municipio de Mali Iđoš con un 56,86% de montenegrinos, Kruščić en el municipio de Kula con un 32,64% y montenegrinos en Savino Selo en el municipio de Vrbas con un 38,20% de montenegrinos. Anteriormente, el pueblo de Bačko Dobro Polje en el municipio de Vrbas también tenía una mayoría montenegrina (según el censo de 1971, los montenegrinos comprendían el 55,39% de la población de este pueblo, mientras que según el censo del año 2002, la población actual del pueblo se compone de 57,17% serbios y 38,18% montenegrinos. Además, los montenegrinos en Sivac en el municipio de Kula tenían una mayoría montenegrina en la década de 1970, ahora tienen una población minoritaria considerable del 30,06% según el censo del año 2002.

## Demografía
| Año                 | Montenegrinos | %     |
| ------------------- | ------------- | ----- |
| 1948                | 74,860        | 1,15% |
| 1953                | 86,061        | 1,23% |
| 1961                | 104,753       | 1,37% |
| 1971                | 125,260       | 1,48% |
| 1981                | 147,466       | 1,58% |
| 1991                | 139,299       | 1,42% |
| 1991 (excl. Kosovo) | 118,934       | 1,52% |
| 2002 (excl. Kosovo) | 69,049        | 0,92% |
| 2011 (excl. Kosovo) | 38,527        | 0,5%  |

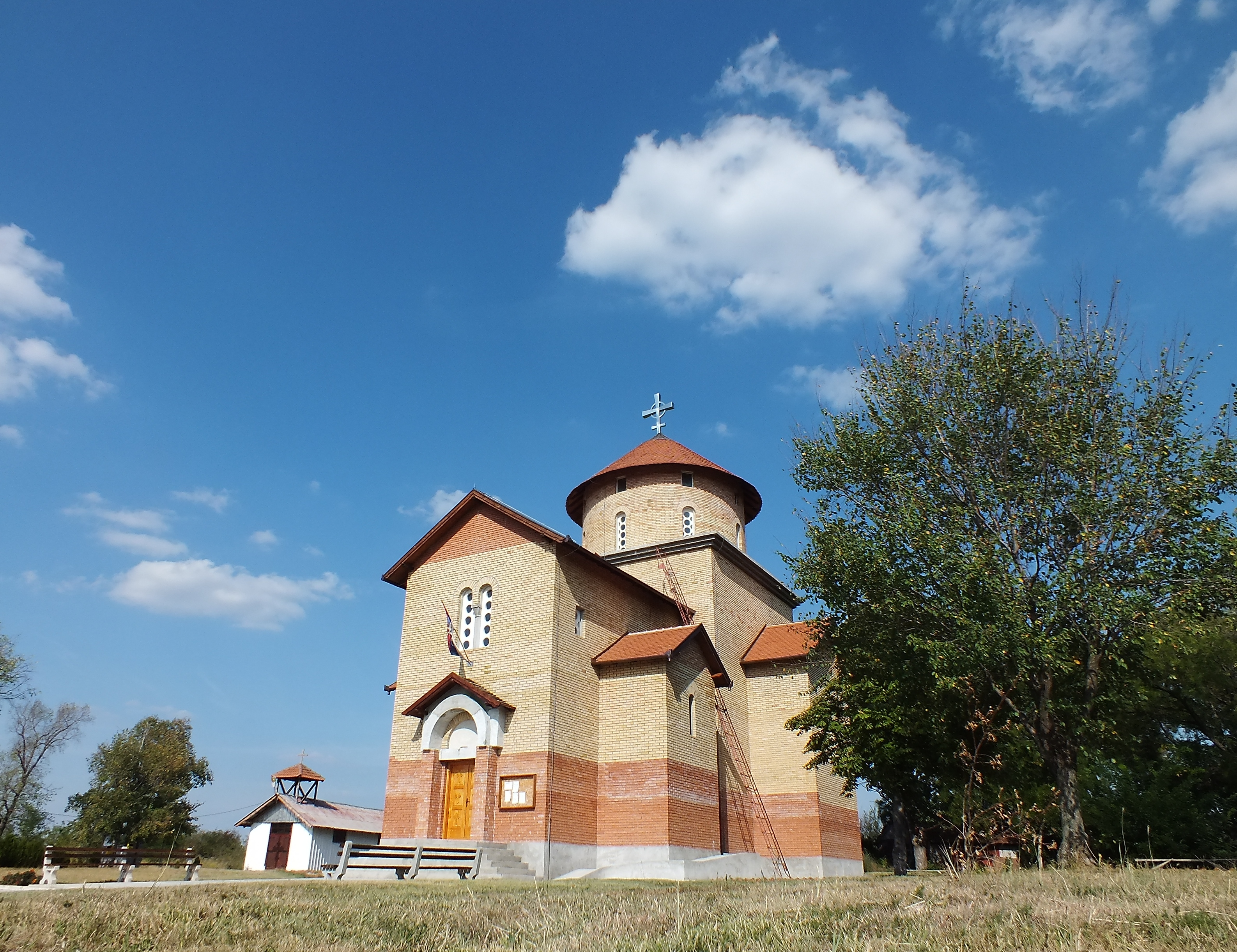
Pueblo de Lovćenac, Iglesia Sveti Petar Cetinjski

En la provincia autónoma de Voivodina, el número de montenegrinos, según los censos de 1948-2011: 1948: 30.589 (1,9%); 1953: 30.516 (1,8%); 1961: 34.782 (1,9%); 1971: 36.416 (1,9%); 1981: 43.304 (2,1%); 1991: 47.289 (2,3%); 2002: 35.513 (1,75%); 2011: 22.141 (1,15%).

## Cultura
Los montenegrinos en Serbia hablan serbio/montenegrino y la gran mayoría son seguidores de la Iglesia Ortodoxa Serbia. La sociedad de montenegrinos en Serbia, conocida como "Krstaš", tiene su sede en Lovćenac. El idioma montenegrino fue reconocido como idioma minoritario en el uso oficial en Mali Iđoš. 

## Personas notables

### Política
- Žarko Bulajić, expresidente de la Presidencia de la República Socialista de Montenegro, nacido en Nikšić.
- Vidoje Žarković, expresidente de la Asamblea Popular de la República Socialista de Montenegro, nacido en Plužine.
- Borislav Milošević, diplomático que se desempeñó por última vez como embajador de Yugoslavia en Argelia, Japón y Rusia.
- Budislav Šoškić, expresidente de la Asamblea Popular de la República Socialista de Montenegro, nacido en Novi Pazar.

### Literatura
- Mihailo Lalić, novelista

### Otro
- Filip Kapisoda, modelo y jugador de balonmano.
- Petar Škuletić, jugador de fútbol.
- Staniša Mandić, futbolista.